# غریبه (مجموعه کتاب)
غریبه مجموعه‌ای از رمان‌های فانتزی تاریخی نوشتهٔ دایانا گابالدون، نویسندهٔ آمریکایی است. گابالدون جلد اول این مجموعه را، با نام غریبه، در اواخر دهه ۱۹۸۰ آغاز کرد و این کتاب در سال ۱۹۹۱ منتشر شد. او نه جلد از ده جلد برنامه ریزی شدهٔ این مجموعه را منتشر کرده است. نهمین رمان از این مجموعه، برو به زنبورها بگو که من رفته‌ام، در ۲۳ نوامبر ۲۰۲۱ منتشر شد.
مجموعهٔ غریبه بر روی پرستار بریتانیایی قرن بیستم کلیر رندال تمرکز دارد، که در زمان به اسکاتلند قرن هجدهم سفر می‌کند و با جنگجوی شجاع هایلند، جیمی فریزر، ماجراجویی و عاشقانه پیدا می‌کند. این کتاب‌ها تا اوت ۲۰۱۴ بیش از ۲۵ میلیون نسخه در سراسر جهان فروش داشته‌اند.
در میان بسیاری از آثار مشتق شده، دو داستان کوتاه، سه رمانک، یک مجموعه رمان با شخصیت ثانویه دوره‌ای لرد جان گری، یک رمان گرافیکی، یک تئاتر موزیکال و یک مجموعه تلویزیونی وجود دارد.

## کتاب‌ها
1. غریبه (۱۹۹۱) (در انگلستان، نیوزلند و استرالیا با عنوان Cross Stitch منتشر شده است)
2. سنجاقک در کهربا (۱۹۹۲)
3. مسافر دریا (۱۹۹۳)
4. طبل‌های پاییز (۱۹۹۶)
5. صلیب آتشین (۲۰۰۱)
6. نفسی از برف و خاکستر (۲۰۰۵)
7. پژواکی در استخوان (۲۰۰۹)
8. نوشته شده در خون قلب خودم (۲۰۱۴)[۱۶]
9. برو به زنبورها بگو که من رفته‌ام (۲۰۲۱)[۱۷]